# شعب كايوغا
إن شعب كايوغا (كايوغا: غايوكونيو أو Gayogohó:no’، وتعني حرفيًا "شعب المستنقع الكبير") كانوا إحدى القبائل الخمس المكونين لكونفدرالية هاودينسوني (الإيروكواس)، وهي كونفدرالية من الأمريكيين الأصليين في نيويورك. وكان الموطن الأصلي لشعب الكايوغا يقع في منطقة بحيرات فنجر بجوار بحيرة كايوغا، بين جيرانهم في الاتحاد الأنونداغا ناحية الشرق وسينيكا إلى ناحية الغرب. واليوم ينتمي شعب الكايوغا إلى أمم النهر العظيم الست من الأمم الأولى في أونتاريو وأمة كايوغا من نيويورك وقبيلة كايوغا-سينيكا من أوكلاهوما.

## معلومات تاريخية
إن العلاقات السياسية بين كايوغا وبريطانيا والمستعمرات الثلاثة عشرة خلال الثورة الأمريكية كانت معقدة ومتغيرة، مع وجود أشخاص من الكايوغا في جانبي الصراع (مع امتناع بعضهم عن القتال تمامًا). إن غالبية أمم الإيروكواس تحالفت مع البريطانيين، حيث كانوا يأملون في إنهاء الزحف على أراضيهم بواسطة المستعمرين.
في عام 1779، قام جورج واشنطن من الجيش القاري بتعيين الجنرال جون سوليفان وجايمس كلينتون لقيادة بعثة سوليفان، وهي حملة عسكرية صممت لحل كونفدرالية الإيروكواس ومنع الأمم من الاستمرار في مهاجمة ميليشيات نيويورك والجيش القاري. وحشدت الحملة 6200 جندي ودمرت أوطان الكايوغا والإيروكواس، حوالي 40-50 قرية، وتتضمن قرى الكايوغا الكبرى مثل قلعة كايوغا وتشونودوت (بييتش تاون). وقامت الحملة أيضًا، في هجمات شنتها من الربيع حتى الخريف، بتدمير محاصيل الهنود حتى تجبرهم على ترك أراضيهم. وقام الناجون بالهرب إلى قبائل إيروكواس أخرى أو إلى كندا العليا. وقد تم منح بعضهم أراضي بواسطة البريطانيين كاعتراف بولائهم للتاج. وكانت الكايوغا في الولايات المتحدة الأمة الهاودينسونية الوحيدة التي تُركت دون أراضٍ خاصة.
بعض من أفراد الكايوغا والسينيكا كانوا قد تركوا المنطقة في وقتٍ سابق وانتقلوا إلى أوهايو. وبعد حملة سوليفان، انضم إليهم المزيد من أعضاء الكايوغا وبعض جماعات الإيروكواس الأخرى الذين تركوا نيويورك قبل نهاية حرب الاستقلال. في 1831 ترك هؤلاء الهنود أوهايو للانتقال إلى الإقليم الهندي الذي أصبح فيما بعد ولاية أوكلاهوما. وتعد قبيلة كايوغا-سينيكا من أوكلاهوما قبيلة معترفًا بها فيدراليًا.
وفي 11 نوفمبر 1794، قامت أمة الكايوغا (في نيويورك) (بالإضافة إلى أمم هاودينسونية أخرى) بتوقيع معاهدة كاناندياجو مع الولايات المتحدة والذين تنازلوا بموجبها عن الكثير من أراضيهم لصالح الولايات المتحدة. وكانت هذه هي المعاهدة الثانية التي دخلتها الولايات المتحدة. وفيها اعترفت الولايات المتحدة بحقوق شعوب الهاودينسونية كشعوب ذات سيادة. وما تزال معاهدة كاناندياجو وثيقة قانونية سارية؛ وتستمر حكومة الولايات المتحدة في إرسال الهدية الرسمية من قماش الموصلي إلى هذه الشعوب كل عام.
وقامت ولاية نيويورك بعقد معاهدات إضافية. فلقد استمرت في ترتيب عمليات بيع من أراضي الإيروكواس سابقًا لتشجيع عملية التنمية في الولاية. وبالتالي اجتاح اليانكيز القادمون من إنجلترا الجديدة مدينة نيويورك في موجات من المستوطنين الجدد.

## الوقت الحاضر

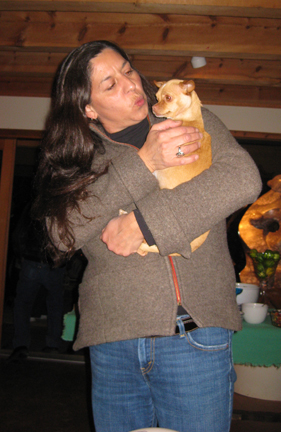
تامي راهر، فنانة من كايوغا تشتغل بفن الخرز

يوجد حاليًا ثلاث جماعات من شعب الكايوغا. والجماعتان الكبيرتان هما، كايوغا السفلى وكايوغا العليا، ومازالا يعيشان في أونتاريو في موقع أمم النهر العظيم الست. وتتواجد قبيلتان للكايوغا من القبائل المعترف بها فيدراليًا في الولايات المتحدة: أمة كايوغا من نيويورك في سينيكا فالز، نيويورك وقبيلة كايوغا-سينيكا من أوكلاهوما.
ولا توجد أراض خاصة لأمة كايوغا من نيويورك. ويعيش أعضاء قبيلة أمة الكايوغا سابقًا بين هؤلاء الذين ينتمون لأمة سينيكا على أرضهم.
في ديسمبر 2005، تم منح مزرعة S.H.A.R.E. (تعزيز العلاقات الأمريكية - الهاودينسونية من خلال التعليم) لأمة كايوغا بواسطة مواطني الولايات المتحدة الذين كانوا قد اشتروا المزرعة التي تبلغ مساحتها 70-أكر (280,000 م2) وقاموا بتطويرها في أرورا، نيويورك. وهي أول ممتلكات شعب كايوغا على الإطلاق. وهذه هي المرة الأولى التي عاشوا فيها داخل حدود موطن أجدادهم منذ ما يزيد عن 200 عام. ويستمر شعب الكايوغا في مناقشة قضية إنشاء صندوق استئماني للأراضي للملكية (أي المزرعة) عبر مكتب الشؤون الهندية.

## وصلات خارجية
- Cayuga Nation
- Dr. Bob Spigelman, "How the Sullivan-Clinton Campaign Dispossessed the Cayuga", Sullivan-Clinton Campaign: Then and Now